# Pierre Cazaux
Pierre Cazaux (Saint-Palais, 7 giugno 1984) è un ex ciclista su strada francese, professionista dal 2008 al 2012 e attivo come Elite fino al 2014.

## Carriera
Comincia la carriera da professionista nel 2008 tra le file della squadra Roubaix-Lille Métropole, con la reputazione di corridore combattivo maturata tra i dilettanti. Nella sua prima corsa, il Grand Prix d'Ouverture La Marseillaise si classifica al decimo posto. Il migliore risultato di quell'anno in una corsa internazionale è il quarto posto al Tour du Doubs.
Nel 2009 si classifica quarto nella Classic Loire-Atlantique, quinto nella Boucles de l'Aulne, ottavo alla Paris-Corrèze e nono al Trophée des Grimpeurs. Nel 2010 passa alla FDJ, facendosi notare nella terza tappa della Quatre Jours de Dunkerque, durante la quale è protagonista di una lunga fuga.
L'anno dopo viene ingaggiato dall'Euskaltel-Euskadi, formazione basca. In quella stagione partecipa al Giro d'Italia e alla Vuelta a España. Nel 2012 è ancora attivo con l'Euskaltel-Euskadi, con cui corre il Giro d'Italia, ma a fine stagione non viene confermato.
Nelle stagioni 2013 e 2014, le ultime per lui nell'agonismo, è attivo con la formazione dilettantistica francese GSC Blagnac Vélo Sport 31.

## Palmarès
- 2008

Prix Gilbert Bousquet

## Piazzamenti

### Grandi Giri
- Giro d'Italia

2011: 124º
2012: 123º
- Vuelta a España

2010: 110º
2011: 148º

### Classiche monumento
- Giro delle Fiandre

2011: ritirato
2012: ritirato
- Parigi-Roubaix

2011: ritirato
2012: ritirato
- Liegi-Bastogne-Liegi

2010: ritirato